# Tattamåla naturreservat
Tattamåla är ett naturreservat i Hällaryds och Åyds socknar i Karlshamns kommun i Blekinge.
Reservatet bildades 2004 och omfattar 170 hektar. Det är beläget norr om Hällaryd vid byn Tattamåla och består av skiftande naturmiljöer med vackra hagmarker, ädellövskogar och blandskogar.

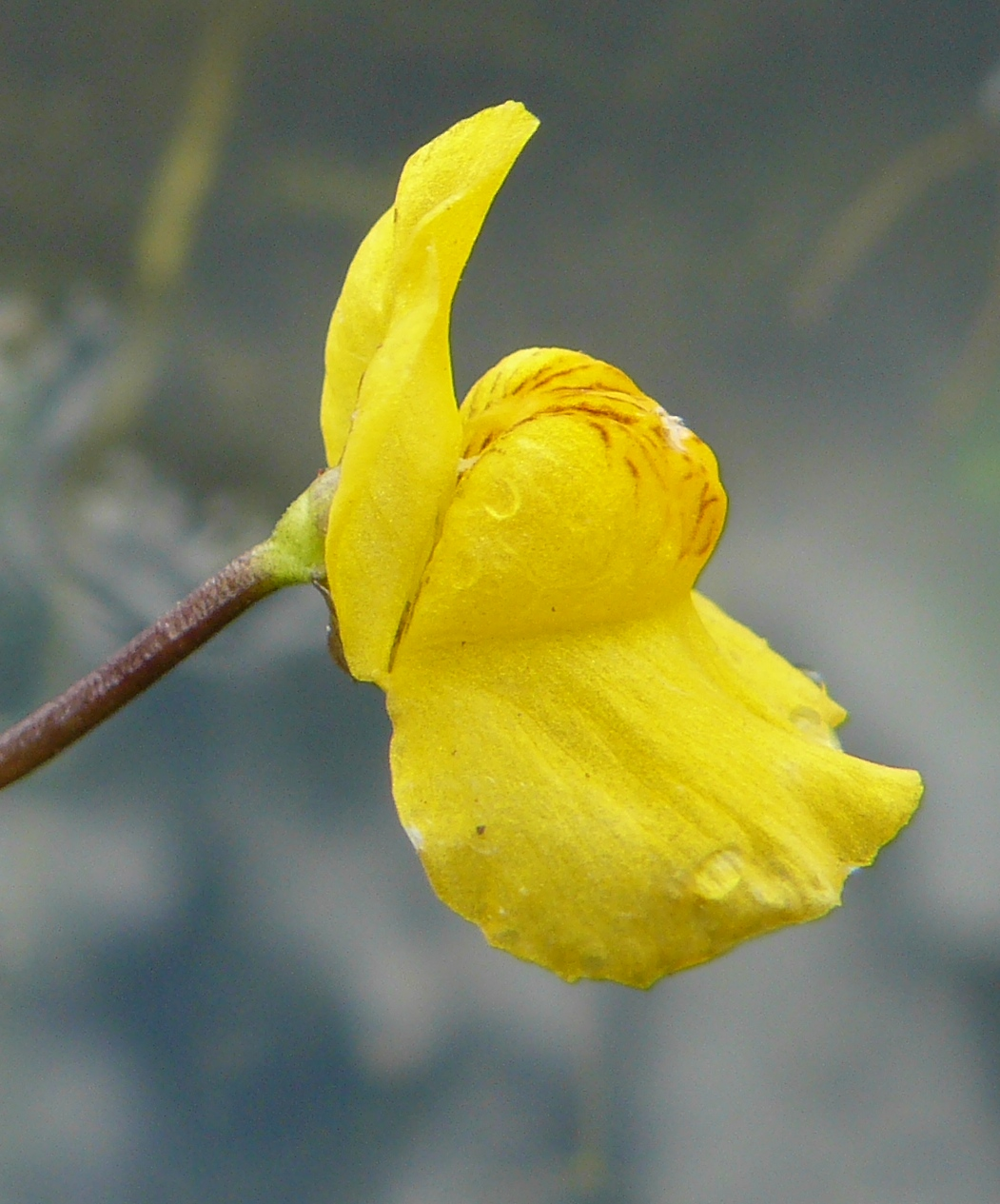
Sydbläddra

I öster rinner Tattån mellan sjöarna Bråtasjön i norr och Treasjön i söder. Centralt i reservatet ligger Bökesjön och i nordväst omfattas även Gullsjön. Detta mångformiga sjörika landskap med  hagmarker, våtmarker och olika naturskogsmiljöer skapar förutsättningar för en artrik flora och fauna.
I naturreservatet finns en mängd kulturlämningar som vittnar om forna tiders markanvändning. Där finns lämningar efter kolmilor, tjärdalar, terrassodlingar, odlingsrösen, vägsystem och ruiner, bland annat från en vattendriven sågmölla.
Naturreservatet ingår i EU:s ekologiska nätverk, Natura 2000.